# 뉴잉글랜드 저널 오브 메디슨
뉴잉글랜드 저널 오브 메디슨(The New England Journal of Medicine, NEJM)은 1812년 창간된 의학 저널로, 미국 매사추세츠 의학 협회에 의해 매주 발행된다. 가장 저명한 학술지 중 하나이고, 지금까지 꾸준히 발간되는 의학 저널중에서는 가장 오래되었다.

## 역사
1811년 9월, 보스턴의 외과의사 존 콜린스 워렌이 의료 저널 중 하나로 창간 제안서를 제출하였다. 이 때의 이름은 〈New England Journal of Medicine and Surgery and Collateral Branches of Science〉이었다. 그리고 이듬해인 1812년 1월에는 여기 'Medical' 한 글자를 추가해 〈New England Journal of Medicine and Surgery and the Collateral Branches of Medical Science〉라는 이름의 1호가 발행되었다.
1828년 2월에는 1823년 4월 29일에 창간되어 재정적 어려움을 겪고 있던 〈Boston Medical Intelligencer〉를 인수한다. 그리고 저널의 이름을 〈Boston Medical and Surgical Journal〉로 바꾸고 매주 출간한다.
1921년에 메사추세츠 의학 협회가 1달러(2019년 기준 14달러)로 이 잡지를 사들이고 1928년에 현재의 이름으로 변경한다.
뉴잉글랜드 저널 오브 메디슨의 역사
- 1814년판
- 1823년판
- 1828년판

## 중요 연구
1848년 11월 윌리엄 모턴에 의해 발견된 에테르 마취를 처음으로 소개하였다.
1981년 12월 미국 질병관리본부에 처음 보고되었던 AIDS의 증상을 기술하는 논문이 투고되었다.

## 같이 보기
- 미국 의사 협회 저널
- 란셋
- 영국 의학 저널